# Peter Jørgensen (bokser)
 Der er flere personer med dette navn, se Peter Jørgensen.
 Der er for få eller ingen kildehenvisninger i denne artikel, hvilket er et problem. Du kan hjælpe ved at angive troværdige kilder til de påstande, som fremføres i artiklen.

Peter Oscar Jørgensen (født 2. april 1907 i Hillerød, død 27. august 1992 i Vålse, Nørre Alslev) var en dansk amatørbokser i letsværvægt og sværvægt. Han boksede i en periode, hvor skandinaviske boksere var dominerende i Europa hos amatørerne i sværvægtsklassen.

## Boksekarriere
Peter Jørgensen vandt DM i sværvægt i 1927 for Odense BK. Han vandt det danske mesterskab i letsværvægt i 1932.
Peter Jørgensen deltog ved OL 1932 i Los Angeles, hvor blot otte boksere deltog i letsværvægtsklassen. Peter Jørgensen vandt sin første kamp på point mod Rafael Lang, Argentina, og kvalificerede sig derved til semifinalen. Her mødte han sydafrikaneren Dave Carstens, og her var det sydafrikaneren, der vandt på point og siden vandt finalen mod italieneren Gino Rossi. Jørgensen skulle møde irske James Murphy i bronzekampen, men vandt uden kamp, da ireren måtte opgive at stille op til kamp på grund af en øjenskade. Peter Jørgensen selv boksede med en ribbensskade.
Peter Jørgensen skiftede klub til BK Hermod og vandt atter DM i 1933 og 1936.
Om finalekampen i 1936 skrev Idrætsbladet (nr. 11, 21. årgang fra torsdag, d. 12. marts 1936) bl.a. følgende:
"... I Finalen vandt Peter Jørgensen i anden Omgang over den tapre og ingenlunde farlige Jørgen Jørgensen fra Odense, der har sin korte Rækkevidde at slaas med foruden Modstanderen...".
Han repræsenterede Danmark i flere bokselandskampe, blandt andet mod Sverige i 1932, 1933, 1935 og 1937 samt mod Norge 1936, hvor han vandt over Jarl 'Jallen' Johnsen.
Foruden landskampe deltog Peter Jørgensen også i EM i amatørboksning 1937 i Milano, men tabte i første runde.
Peter Jørgensen boksede 436 kampe. Han blev aldrig professionel.